# Ebbe Hertzberg
Ebbe Carsten Hornemann Hertzberg (11 de abril de 1847 – 2 de octubre de 1912) fue un profesor y economista social noruego. También fue historiador del derecho y publicó varias obras sobre esa área.

## Biografía
Hertzberg nació en Holmestrand en la provincia de Vestfold, Noruega. Fue hijo de Johan Christian Linde Hertzberg (1816–1884) y de Inger Horneman (1820–1895). Asistió a la Universidad de Christiania (actual Universidad de Oslo). En 1868, fue condecorado con la medalla de oro del Príncipe Heredero (Kronprinsens gullmedalje), por su tesis que abordaba los cambios dentro de las instituciones judiciales de su país. Obtuvo su candidatura en Derecho en 1870. Obtuvo una beca de viaje y estudió en la Universidad de Upsala en 1870. Entre 1872 y 1873, fue estudiante del historiador del derecho, Konrad Maurer, en la Universidad de Múnich.
En 1877, ejerció como profesor de estadísticas y economía en la Universidad de Oslo. Fue brevemente ministro del gobierno durante abril y junio de 1884, como miembro de la División del Consejo de Estado en Estocolmo.
En 1886, Hertzberg se retiró de la vida pública y vivió fuera de Oslo durante una década. Oficialmente, esto se debió por el deseo de enfocarse en su investigación, pero lo cierto fue que la universidad le solicitó su renuncia luego de que admitiera ser homosexual. Durante su exilio viajó a Berlín, Holmestrand, Múnich y Estocolmo, y finalizó su obra más importante, un glosario de términos legales históricos noruegos, Glossarium til Norges gamle love.
En 1896, regresó a Oslo, donde en 1903 asumió como director del Banco Hipotecario de Noruega (Norges Hypotekbank), y en 1906 fue designado como administrador de los Archivos Nacionales de Noruega. En 1901, fue galardonado con el título de Caballero 1° Clase, y en 1907 fue condecorado como Comandante de la Orden de San Olaf.

## Principales obras
- Grundtrækkene i den ældste norske proces (Características básicas del antiguo proceso noruego) (1874)
- Om kreditens begreb og væsen (Sobre el concepto y la esencia del crédito) (1877)
- Retskilderne og statsretten: De nordiske Retskilder (Las fuentes del derecho y el estado de derecho: Las fuentes del derecho nórdico) (1890)
- Glossarium til Norges gamle love (Glosario de las leyes antiguas de Noruega) (1895)
- Om Eiendomsretten til det norske Kirkegods. En retshistorisk Betænkning (Sobre los derechos de propiedad de la Iglesia noruega. Un informe de historia del derecho) (1898)
- La situation internationale de la Norvege d'apres le droit public (La posición internacional de Noruega según el derecho público) (1899)
- Die staatsrechtliche Stellung Norwegens (La situación constitucional de Noruega) (1899)